# Sicherheitsabsperrventil
Ein Sicherheitsabsperrventil (auch SAV) trennt ein angeschlossenes Gas- oder Flüssigkeitssystem von einem auf der anderen Seite des Ventiles entstehenden unzulässigen Druck. In vielen Fällen dienen Sicherheitsabsperrventile dem Schutz von Leitungssystemen vor zu hohem Druck durch Ausfall einer Druckregelung. Der Einsatz kann durch nationale und internationale Regelwerke, wie die DVGW- und ÖVGW-Regelwerke, vorgeschrieben sein.

## Funktionsweise

### Direkt wirkende Ventile
Direkt wirkende Ventile benötigen keine zusätzliche Hilfsenergie. In einer Zwischenkammer wird mittels Druckregler der obere und/oder untere Druck begrenzt. Diese Kammer ist von der zu kontrollierenden Seite durch einen beweglichen aber dichten Mechanismus getrennt. Ist der Druck der zu kontrollierenden Seite größer bzw. niedriger als der in der Zwischenkammer, bewegt sich das dazwischen befindliche Bauteil und mit ihm der Haupt-Absperrmechanismus. Somit werden beide Seiten des Sicherheitsabsperrventiles voneinander getrennt.

### Indirekt wirkende Ventile
Indirekt wirkende Ventile werden mittels Hilfsenergie betätigt, z. B. durch Druckluft.

## Anwendungsbeispiele
Ein SAV wird z. B. an Gas- oder Fernwärmeanschlüssen in Gebäuden installiert, um die Medienzufuhr selbsttätig zu schließen, wenn der Druckminderer defekt ist. Dadurch wird verhindert, dass der hohe Druck vor dem Druckregler in die nachgeschalteten Rohrleitung gelangt. SAV können in Gasdruckreglern integriert sein. In vielen Fällen lässt sich am SAV der Grenzdruck in einem gewissen Bereich einstellen.